# يان مينديز
يان مينديز هو صحفي رياضي كندي، ولد في 28 ديسمبر 1976.